# Dimont
Dimont é uma comuna francesa na região administrativa de Altos da França, no departamento do Norte. Estende-se por uma área de 7.49 km². Em 2010 a comuna tinha 321 habitantes (densidade: 42,9 hab./km²).